# 落語

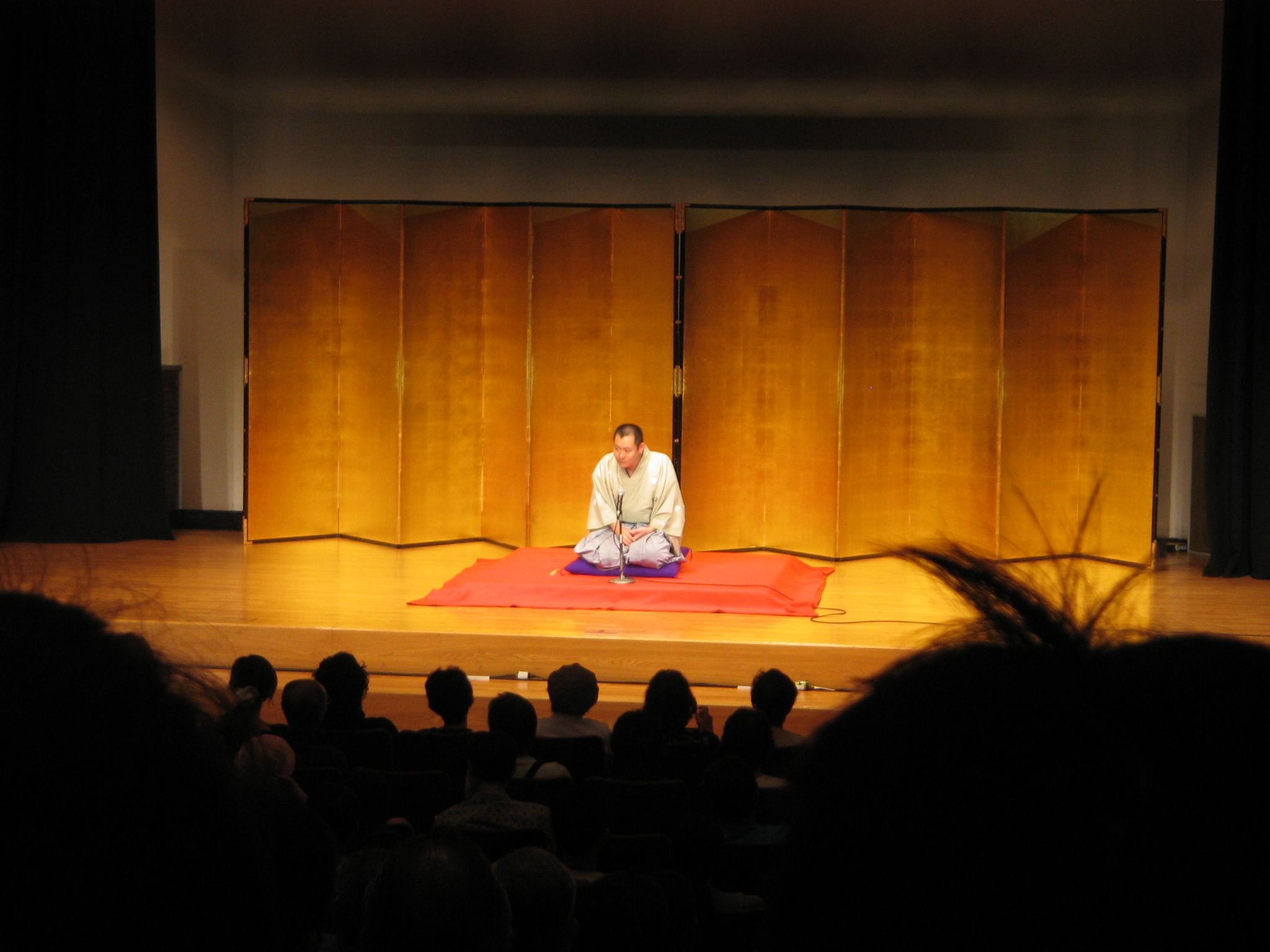
落語演出

落語，是日本的一種起源於江戶時期的傳統表演藝術，最早是指說笑話的人。经过演变，现在的落语由說故事的人（落語家）坐在舞台上，被稱為「高座」（こうざ），描繪一個漫長和複雜的滑稽故事。落語之所以稱之爲“落語”，是因每段演出最後都會有名爲“落下”或“灑落”（日语：落ち）的包袱，指在結尾處以“情理之中”的形式戛然而止，就如同“落下”一般。
落語的起源是因江戶時期的日本農村人口逐漸向城市集中，為面向一般市民的娛樂需求而提供的一種娛樂形式。在落語發展之初并沒有設立獨特的門檻，任何人皆可表演，但現今的落語演出大多是由專業的落語家表演。與同時期的能樂或歌舞伎等表演藝術不同，落语對服飾、音樂、道具的依賴較少；另一方面，落語是一種独特的艺术形式；由一人分飾多個角色，通過肢體語言及手势描繪各類故事；以及僅用扇子或手帕来代替需表達演出中的各种物品（如報紙、蠟燭等）。以上也同樣需要極高水準的表演。

## 概要
最初的落语是僅指以“滑稽故事”為主，因爲在結局中總是有“落下”的包袱，故而稱之爲“落語”。但隨著時間的演變，表演劇目已不僅限于“滑稽故事（滑稽噺）”，也有“人情噺”、“芝居噺”、“怪談噺”，這些演目統稱之爲“落語”。而“落語”这个具體称呼直到明治时代才從一般的説書中分離出來，並得以正式确立。
現今的落语已发展趨向於通俗、为一般人所熟悉的艺术；在此類藝術中，被描繪的故事因被表演者本身的演繹技巧和观众想象力就得以形象化，所以并不需要使用特別复杂的服装、道具或大型舞台布景（芝居噺例外）。
落語的表演場所通常是在被稱爲“寄席”的曲藝場，而藝人的表演舞臺被稱爲“高座”。此前的落語多在室外用葦簾搭起的小屋或者私人舉辦的酒席，抑或是飯館、出租場館、神社寺廟等地。
以近代都市为中心发展的落语共分爲江户落语和上方落语兩大流派，两者在演目内容、落下、道具、傳統習慣等方面皆存有差异。在某些情況下，儘管表演的演目名稱相同，但因流派或流傳的不同而有差別，如地名、人名。又或者“落下”的方式相同，但中間的情節也可能會有所不同；有時甚至連結局和落下也會不同。上方落語和江戶落語可以道具區分，有三種道具是只存在於上方落語；分別是見台、膝隱及醒木（日語稱“小拍子”）。見台是落語家前擺放的小桌，膝隱是遮蔽膝蓋的屏風，醒木用以配合故事内容發出聲響。此外，上方落語還有一種獨特的演出方式“嵌物”——即一種配合落語家表演而伴奏音樂。（通常是無聲的肢體語言，如搬運、趕路）江户落語和上方落語之间的交流自古以來就很频繁，這期間可能多少有互相受到對方的影響；但雙方明顯的地域特色依然保留至今。而就世界範圍内來説的話，落语的藝術形式有點類似中國的單口相聲。

### 落語鼻祖，安樂庵策伝
最初的落語題材可追溯至《竹取物語》、《今昔物語》以及《宇治拾遺物語》等如本日本古典文學巨著。
而最初的編撰“滑稽噺集”者，傳言是京都誓愿寺的僧人安樂庵策伝对所司代板仓重宗讲述一系列故事編撰的笑話集——即寫於1623年的《醒睡笑》。由於當時净土真宗佛教興盛，身爲僧人的策伝總是以“御伽衆”的身份游走于諸大名之間，爲他們講論佛法或單純作爲有趣的聊天對象。策伝除了是讲述“滑稽故事”的大師外，也是當時有名的茶人和文人。策传所著的《醒睡笑》收集了他自幼以來就听过的故事；總共八部，約一千則左右。在每一則故事的最後通常會有“落下”的情節；策伝總是講述這類故事向信徒們説教他所編撰的《醒睡笑》有很多故事成爲現在落語題材的基礎，安樂庵策伝因此也被尊稱爲“落語鼻祖”。

## 落语的題材與流派分類

### 經典落語段子
關聯：Category:落語之演目

## 落語題材作品
- 幕末太陽傳
- 運がよけりゃ （1966年）（監督山田洋次）
- タイガー&ドラゴン
- 落语天女
- しゃべれどもしゃべれども
- 地獄八景・・浮世百景
- 世にも面白い男の一生 桂春団治
- 色ごと師春団治
- 寝ずの番
- 鬼の詩
- すててこてこてこ
- 夢見通りの人々
- 泣き笑い地獄極楽
- の・ようなもの
- ちりとてちん（NHK小説）
- たまちゃんハウス
- え～カミさんを一席・帰ってきたえ～カミさんを一席
- 風とマンダラ
- わらばな
- ハナシがちがう!―笑酔亭梅寿謎解噺
- 春桜亭円紫　北村薰
- 山遊亭海彦
- 虎與龍
- 女子落
- 赤めだか（TBS日剧SP）
- 昭和元祿落語心中
- 笑天家 （NHK播出的第97部晨間小說連續劇。
- 我家師傅沒有尾巴
- 朱音落語

### 脚注
1. ↑  . www.geikyo.com.   [2021-06-09]. （原始内容存档于2022-11-18）.
2. ↑  . 公益社団法人 上方落語協会. 2017-03-01  [2021-06-09]. （原始内容存档于2022-12-08） （日语）.
3. ↑  .   [2021-06-09]. （原始内容存档于2022-11-18）.
4. ↑  『CD付 落語入門』（2008）p.14
5. ↑  『CD付 落語入門』（2008）p.14
6. ↑  .   [2021-06-15]. （原始内容存档于2016-05-25）.
7. ↑  . Wikipedia. 2021-05-02  [2021-06-15]. （原始内容存档于2022-11-18） （日语）.
8. ↑  .   [2021-06-15]. （原始内容存档于2022-11-18）.
9. ↑  .   [2021-06-15]. （原始内容存档于2022-11-18）.
10. ↑  .   [2021-06-15]. （原始内容存档于2022-11-18）.

## 外部連結
- オープンディレクトリ: アート: パフォーミングアート: 寄席・演芸: 落語 （页面存档备份，存于）
- 東西落語特選 （页面存档备份，存于） （新URL）